# Cuatro Caminos (Madrid)
Cuatro Caminos és un barri del districte de Tetuán, a Madrid. Té una superfície de 71,43 hectàrees i una població de 24.984 habitants (cens de 1999).
Limita al nord amb el barri de Castillejos (Tetuán), a l'oest amb El Viso i Hispanoamérica (Chamartín), a l'est amb Berruguete i Bellas Vistas al sud amb Ríos Rosas (Chamberí). Està delimitat al nord pel carrer General Yagüe, a l'oest pel carrer de Bravo Murillo, a l'est pel passeig de la Castellana i al sud pel carrer de Raimundo Fernández Villaverde.
L'edifici més emblemàtic del barri és el Palau de Congresos de Madrid, situat en la intersecció entre el Passeig de la Castellana i l'Avinguda del General Perón. Té una superfície 40.000 m² i s'hi fa tota mena d'esdeveniments